# گتچاوانک
گتچاوانک (ارمنی: Գտչավանք) یک صومعه حواری ارمنی واقع در توغ، هادروت، جمهوری آرتساخ می‌باشد. ساخت و ساز این ساختمان سال ۱۲۴۸ میلادی به پایان رسید. این بنا به سبک معماری ارمنی طراحی شده‌است.

## نگارخانه

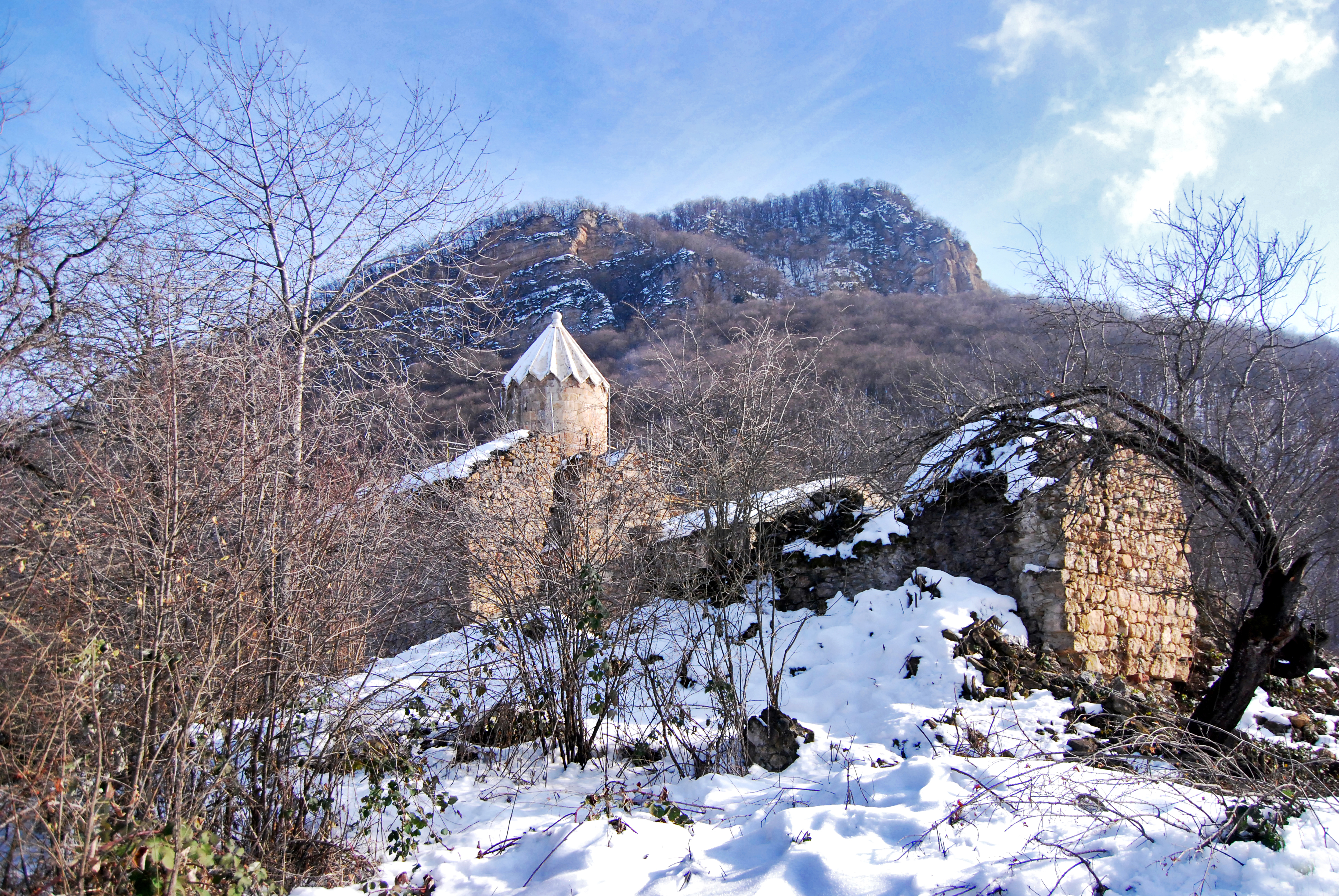
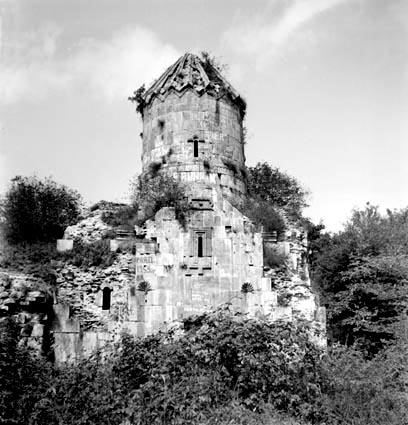
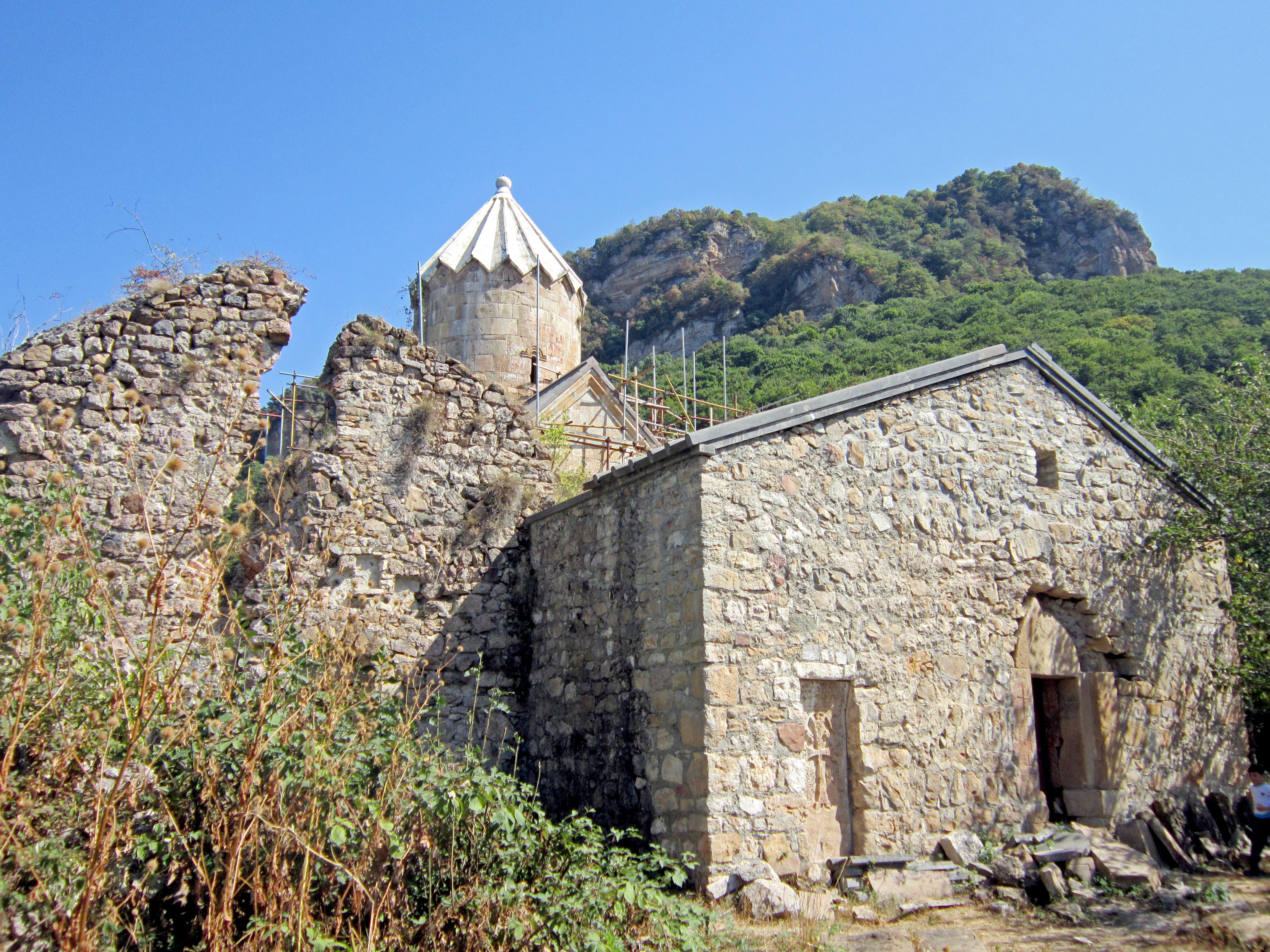
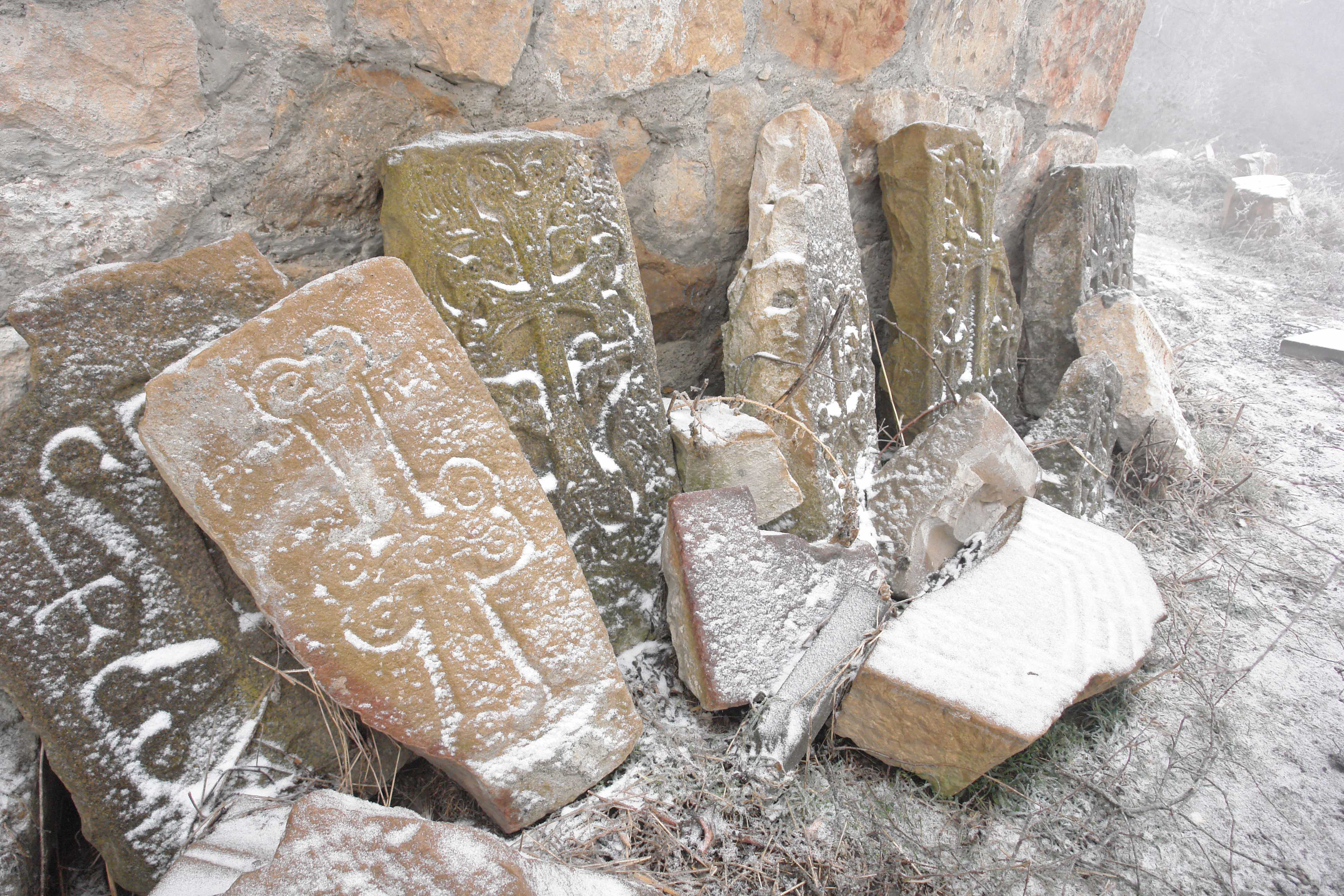
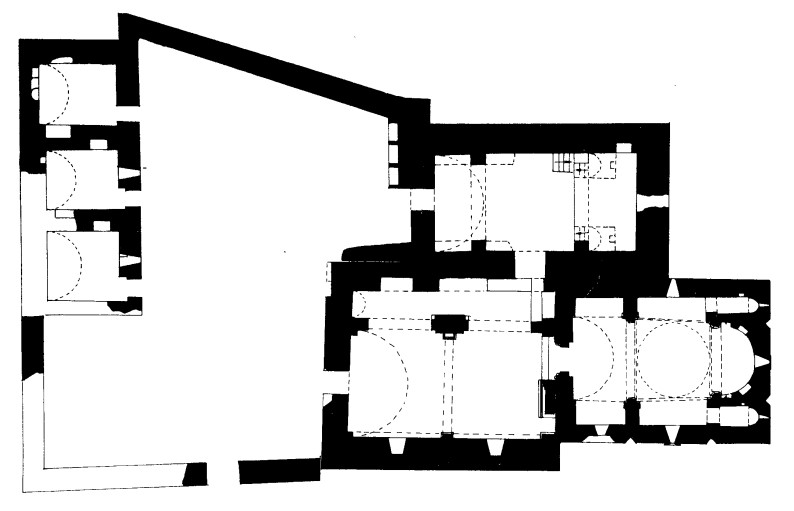
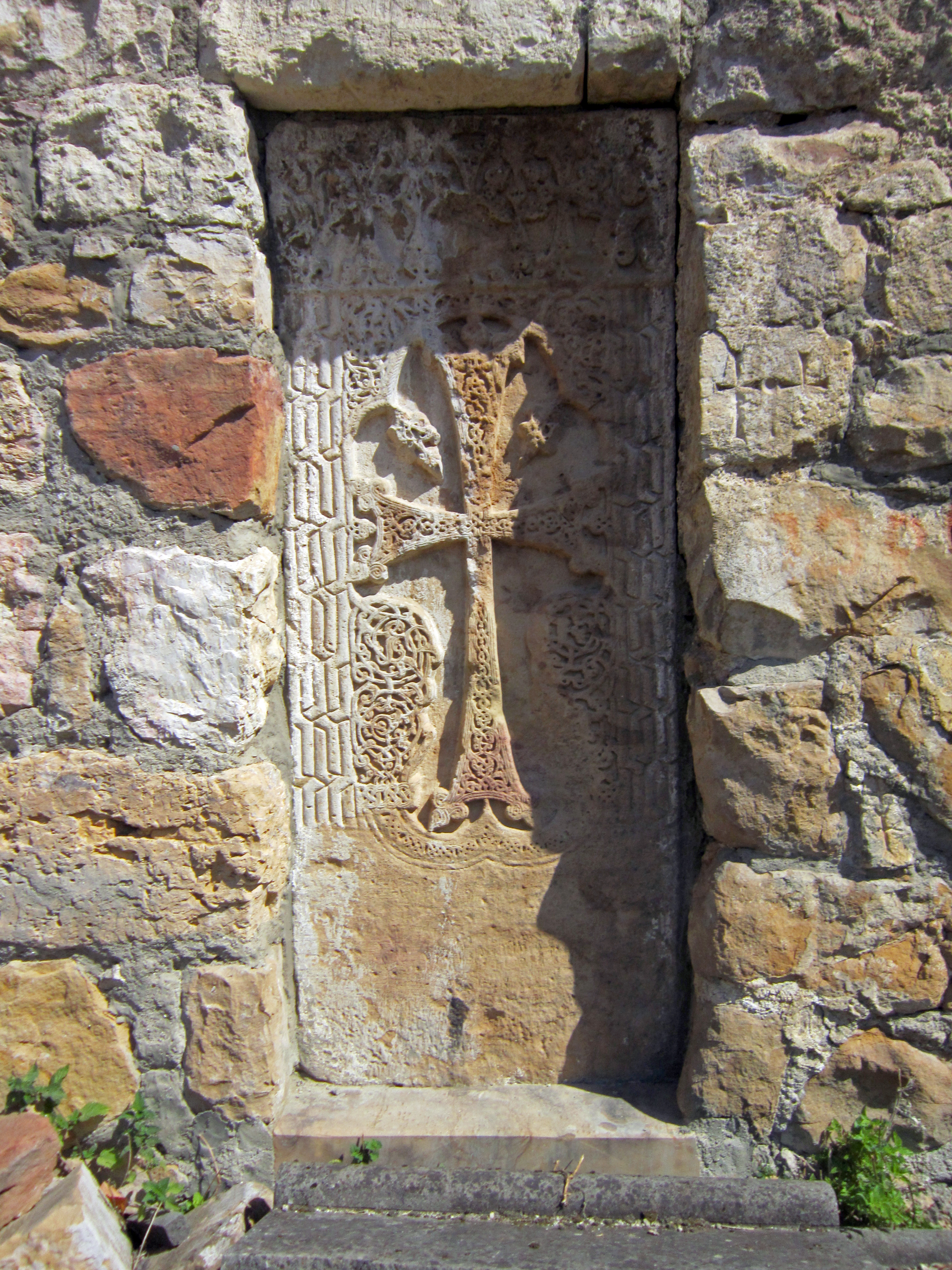
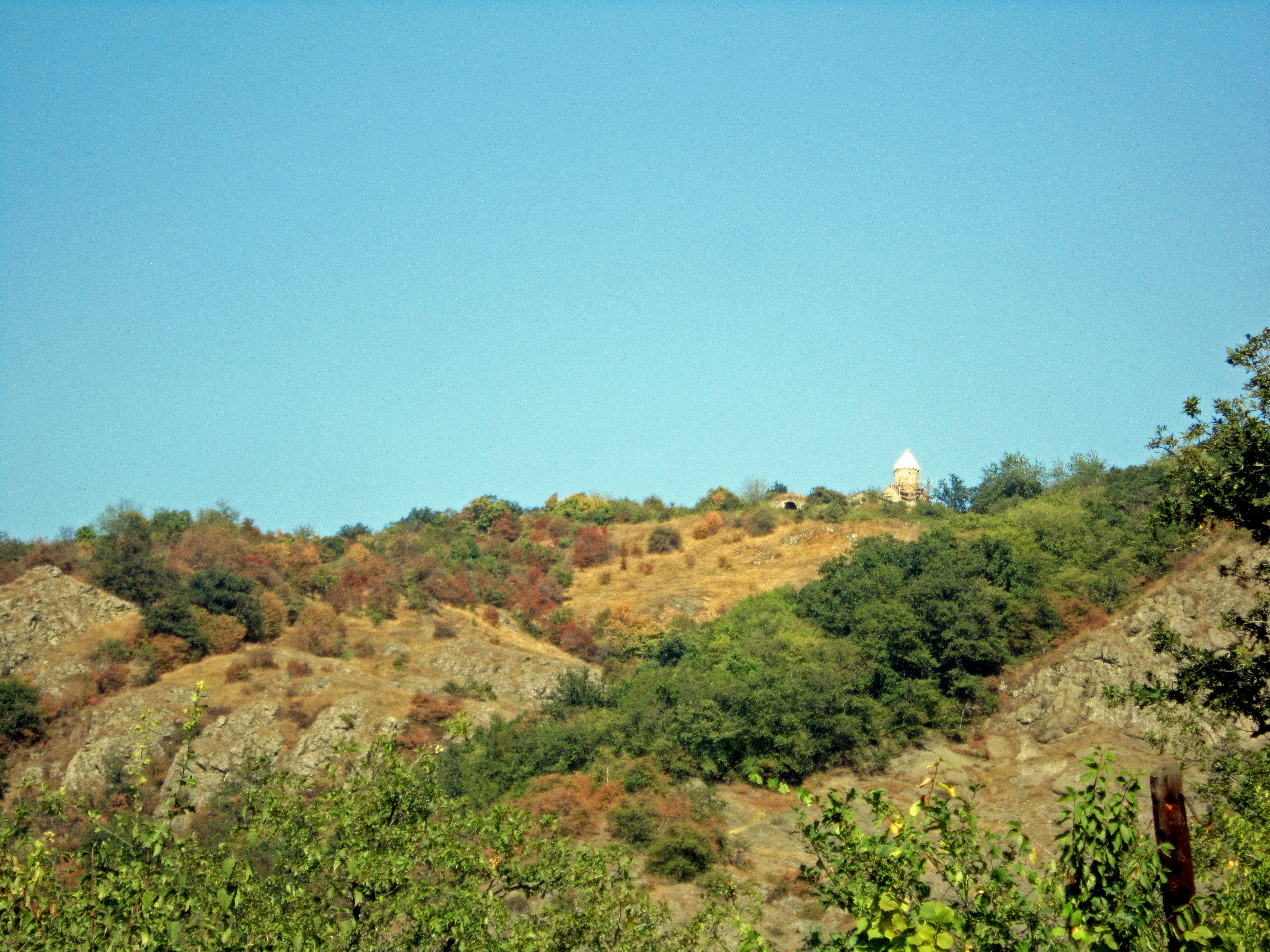
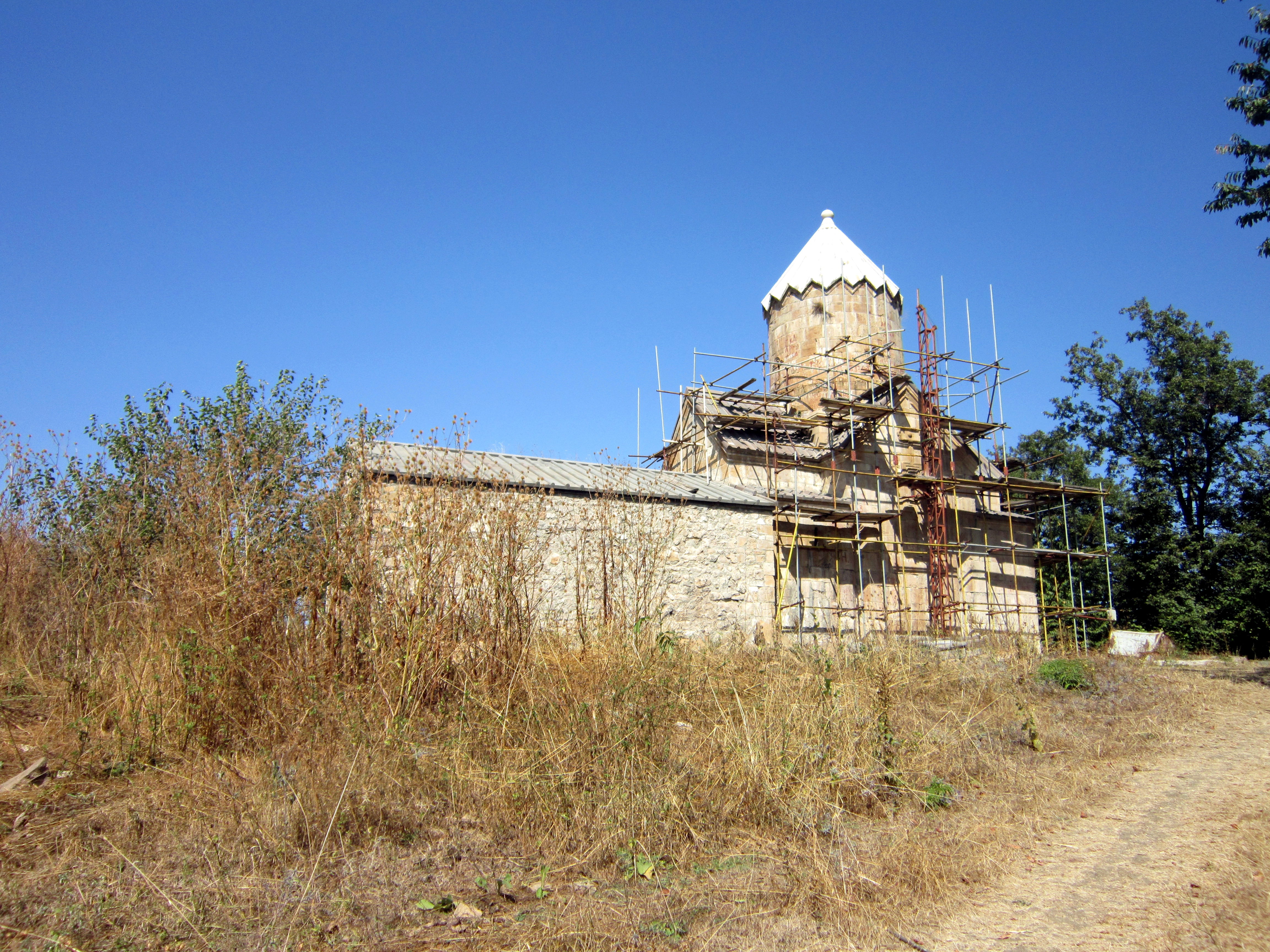